# پاویلیون، میشیگان
پاویلیون (به انگلیسی: Pavilion Township) یک منطقهٔ مسکونی در ایالات متحده آمریکا است که در شهرستان کالامازو، میشیگان واقع شده‌است.
 پاویلیون ۹۴٫۲ کیلومتر مربع مساحت و ۶٬۲۲۲ نفر جمعیت دارد و ۲۶۰ متر بالاتر از سطح دریا واقع شده‌است.